# Kaylen Frederick
Kaylen Frederick, né le 4 juin 2002 à Potomac, est un pilote automobile américain. Il est champion de Grande-Bretagne de Formule 3 en 2020.

## Biographie
Kaylen Frederick fait ses débuts en Formule Ford en 2016, avant de passer à l'US F2000 National Championship en 2017, où il termine quatrième. Seulement sixième après avoir redoublé dans le championnat, il relance sa carrière en Europe en participant à quatre courses de l'Euroformula Open avec RP Motorsport, où il signe une cinquième place et un meilleur tour. À la suite de ces bonnes performances, il signe avec Carlin Motorsport en Formule 3 britannique pour la saison 2019. Après deux victoires à Oulton Park et Spa-Francorchamps et une neuvième place finale pour sa saison de rookie, il reste une deuxième année chez Carlin en F3 britannique. À la suite d'une bataille de longue haleine avec l'Indien Kush Maini, il remporte le titre de champion, avec neuf victoires.
Il reste chez Carlin qui le promeut en Formule 3 FIA pour la saison 2021,.

## Résultats en compétition automobile
| Saison | Championnat                                 | Écurie                | Courses | Victoires | Pole positions | Meilleurs tours | Podiums | Points inscrits | Classement |
| ------ | ------------------------------------------- | --------------------- | ------- | --------- | -------------- | --------------- | ------- | --------------- | ---------- |
| 2016   | F1600 Championship                          | Team Pelfrey          | 15      | 1         | 2              | 2               | 4       | 474             | 7e         |
| 2017   | US F2000 National Championship              | Team Pelfrey          | 14      | 0         | 0              | 2               | 5       | 240             | 4e         |
| 2018   | US F2000 National Championship              | Pabst Racing Services | 14      | 0         | 2              | 0               | 4       | 173             | 6e         |
| 2018   | Euroformula Open                            | RP Motorsport         | 4       | 0         | 0              | 1               | 0       | 21              | 14e        |
| 2018   | Championnat d’Espagne de Formule 3          | RP Motorsport         | 2       | 0         | 0              | 0               | 0       | 6               | 14e        |
| 2019   | Championnat de Grande-Bretagne de Formule 3 | Carlin Motorsport     | 24      | 2         | 1              | 3               | 4       | 305             | 9e         |
| 2020   | Championnat de Grande-Bretagne de Formule 3 | Carlin Motorsport     | 24      | 9         | 8              | 12              | 12      | 499             | Champion   |
| 2021   | Formule 3 FIA                               | Carlin Buzz Racing    | 14      | 0         | 0              | 0               | 0       | 2               | 22e        |
| 2022   | Formule 3 FIA                               | Hitech Grand Prix     | 18      | 0         | 0              | 0               | 0       | 27              | 17e        |
| 2023   | Formule 3 FIA                               | ART Grand Prix        | 18      | 0         | 0              | 0               | 0       | 11              | 21e        |
| 2024   | Super Formula Lights                        | B-Max Racing Team     | 18      | 1         | 1              | 0               | 4       | 46              | 5e         |
| 2025   | Super Formula Lights                        | B-Max Racing Team     | 8       | 1         | 1              | 1               | 4       | 32              | 4e         |